# Ceratobasidium stridii
Ceratobasidium stridii é uma espécie de fungo pertencente à família Ceratobasidiaceae.